# Subprefectura de Tokachi

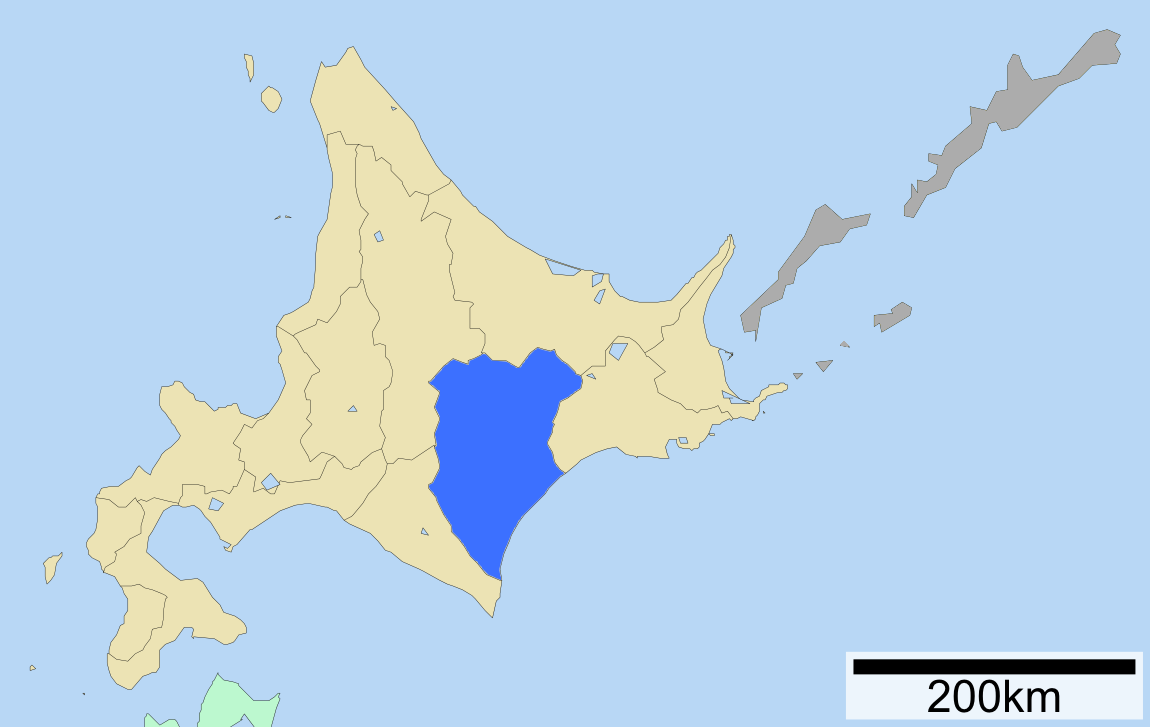
Subprefectura de Tokachi en Hokkaidō.

Tokachi (十勝総合振興局 Tokachi-sōgō-shinkō-kyoku?) es una subprefectura de Hokkaidō, Japón.  En 2004 tenía una población estimada de 360 802 y una área de 10 830.99 km².

## Ciudades
- Obihiro (capital)